# Las Flores, Tantima
Las Flores är en ort i Mexiko.   Den ligger i kommunen Tantima och delstaten Veracruz, i den sydöstra delen av landet, 250 km nordost om huvudstaden Mexico City. Las Flores ligger 88 meter över havet och antalet invånare är 410.
Terrängen runt Las Flores är platt åt nordväst, men åt sydost är den kuperad. Terrängen runt Las Flores sluttar norrut. Runt Las Flores är det ganska glesbefolkat, med 43 invånare per kvadratkilometer. Närmaste större samhälle är Tamalín, 10,8 km sydost om Las Flores. Omgivningarna runt Las Flores är en mosaik av jordbruksmark och naturlig växtlighet.